# Anderson Group
Die Anderson Group ist ein taiwanischer Werkzeugmaschinenhersteller mit Sitz in Taipeh. Das Unternehmen und seine Tochtergesellschaften produzieren Fräs- und Drehmaschinen sowie Bearbeitungszentren, die weltweit vertrieben werden. Der deutsche Werkzeugmaschinenbauer Matec aus Köngen ist Teil der Unternehmensgruppe. Das Unternehmen wurde nach dessen Insolvenz von Anderson übernommen. Im Jahr 1998 begann der außerbörsliche Handel mit Aktien der Anderson Group. Seit 2000 besteht eine Notierung an der Taiwan Stock Exchange.
Das Mönchengladbacher Unternehmen Monforts war von 2015 bis 2020 Teil der Anderson Group.